# Faiditus americanus
Faiditus americanus là một loài nhện trong họ Theridiidae.
Loài này thuộc chi Faiditus. Faiditus americanus được Władysław Taczanowski miêu tả năm 1874.